# مجيد رباح
مجيد رباح (بالفرنسية: Majid Rabah)‏ (26 يوليو 1980 بآكس أون بروفانس في فرنسا - ) هو لاعب كرة قدم فرنسي في مركز الوسط. لعب مع أولمبيك مارسيليا ونادي تولون ومارينيان جينياك كوت بلو ‏.

## وصلات خارجية
- مجيد رباح على موقع قاعدة بيانات كرة القدم.إي يو (الإنجليزية)